# Батра, Рави
Рави Батра (англ. Ravi Batra; родился 27 июня 1943, Мултан, Британская Индия) — индийский и американский экономист, лауреат Шнобелевской премии 1993 года по экономике «за издание огромного тиража своих книг с целью самостоятельно предотвратить всемирный экономический крах». Его книга «Падение капитализма и коммунизма» предсказывала крах обеих систем к 2000 году.
Учился в Индии; степень доктора философии получил в Университете Южного Иллинойса. С 1973 г. — профессор Южного методистского университета (Техас).
Последователь «Ананда Марги».

## Основные произведения
- «Падение капитализма и коммунизма: новое исследование истории» (The Downfall of Communism and Capitalism: A New Study of History, 1978);
- The great depression of 1990: Why it's got to happen — How to protect yourself. — New York: Simon & Schuster, 1987.
- The downfall of capitalism and communism: can capitalism be saved. — Dallas, Texas: Venus Books Distributed by Taylor Pub. Co. 1990.
- «Миф свободной торговли: обнищание Америки» (The Myth of Free: Trade The Pooring of America, 1996);
- «Крах нового тысячелетия: продолжающееся наступление инфляционной депрессии» (The Crash of the Millennium: Surviving the Coming Inflationary Depression,1999);
- Мошенничество Гринспена = Greenspan’s Fraud: How Two Decades of His Policies Have Undermined the Global Economy. (2005) — Попурри, 2006. — 496 с. —  ISBN 1-4039-6859-4, 985-483-669-Х